# Swift River (Yukon)
Swift River ist ein etwa seit 2010 unbewohnter Ort im kanadischen Yukon am gleichnamigen Fluss. 
Er liegt am Alaska Highway unmittelbar an der Grenze zu British Columbia. 2006 hatte der Ort 10 Einwohner, die in fünf Haushalten lebten.
1923 wurde zur Verbesserung der Nachrichtenübermittlung in Whitehorse das Northwest Territories and Yukon Radio System eingerichtet. 1941 folgte eine erste Aeradio Navigation Range station in Teslin, später in Swift River. Diese Stationen dienten zunächst der Flugzeugnavigation für die Unterstützung der Sowjetunion; insgesamt orientierten sich 8100 Flugzeuge an ihren Signalen. Die Nachrichten wurden gemorst. Ähnliche Stationen standen in Beaton River, Aishihik und Snag. Dieses Radiosystem bestand bis 1955.
Der Gründer der Yukon Airways and Exploration Company, Clyde Wann, der 1927 als erster einen regelmäßigen Postdienst per Flugzeug aufnahm, war auch Besitzer mehrerer Lodges, von denen sich eine in Swift River befindet.
Mit dem Ausbau des Alaska Highways entstanden in der dünn besiedelten Region schlagartig große Camps, in denen zahlreiche Straßenarbeiter lebten. 1942 lebten in Swift River für kurze Zeit rund 5000 Menschen.
1993 entstand eine Lodge, in der Übernachtungsmöglichkeiten und Speisen angeboten wurden. 2004 prüfte jedoch die Gesundheitsbehörde die antiseptischen Tanks für die Wasserbereitung und untersagte daraufhin den Besitzern den Hotel- und Restaurationsbetrieb. Entsprechende Tanks konnten sie nicht auf ihrem nur 0,5 ha großen Grundstück bauen, die einzige Alternative wäre gewesen, das Restaurant neu zu bauen. Da dies für die Besitzer unerschwinglich war, mussten sie ihr Haus 2009 schließen. Damit verschwand auch die einzige ganzjährig geöffnete Tankstelle zwischen Watson Lake und Teslin (sieht man von der Rancheria Lodge ab), ersteres liegt 160 km südlich, letzteres 112 km nördlich von Swift River. Ähnliche Probleme hatte die Bear Creek Lodge außerhalb von Haines Junction, die die 74-jährige Gail Jeeves aufgeben musste, dann die Kluane Lake Wilderness Lodge, und auch die Koidern Lodge musste das Restaurant und das Motel schließen.
In der Nähe der Ansiedlung fand man 1997 Andradit, das zur Granatgruppe, einer wichtigen Gruppe gesteinsbildender Minerale aus der Klasse der Silikate gehört. Der größte dort gefundene Topas hatte eine Länge von 5 cm.